# Maximilien Van Haaster
Maximilien Van Haaster (né le 19 juin 1992 à Montréal) est un escrimeur canadien, pratiquant le fleuret.
Il mesure 1,85 m pour 88 kg. Il est d'origine néerlandaise par son père, Ian Van Haaster, et chinoise par sa mère, Elsa Lo, d'où son surnom, le Chino. En 2011, il participe aux championnats du monde juniors et seniors. Il termine sa carrière de junior par une 37e place au classement 2011 de la FIE. Il remporte la médaille de bronze lors des Championnats panaméricains de 2013. Il ne réédite pas cet exploit en 2014 (9e) et en 2015 (8e), mais en avril 2016, il se qualifie pour la place réservée aux Amériques lors du tournoi olympique de San José.